# Басенджи
Басе́нджи (басенжи), или африканская нелающая собака (а также конголезская кустарниковая собака, лесная собака из Конго, конго-терьер, ньям-ньям-терьер, собака занде, «существо из зарослей»), — одна из древнейших пород собак.

## История породы
В Древнем Египте этих собак привозили в подарок фараонам, которые очень почитали басенджи и считали их живым оберегом. Об этом свидетельствуют настенные изображения басенджи в гробницах фараонов, а также найденные мумии собак, похороненных с почестями вместе со своими великими хозяевами.
Собаки, подобные басенджи, были распространены в Нубии (территория современного Судана). В захоронениях древненубийской культуры Керма археологи обнаружили могилу женщины, а у её ног — собаку, похожую на басенджи.
В Заире (Демократическая Республика Конго) басенджи до сих пор используются на охоте и высоко ценятся за прекрасные охотничьи качества.
В 1895 году басенджи впервые покинули Африканский континент и были доставлены мореплавателями в Англию, но те собаки не выжили.
В 1905 году басенджи появились в Берлинском зоопарке в качестве экзотических животных, а в 1930 годах были снова завезены в Англию, где и был утверждён стандарт породы, который используется до сих пор.
В 1937 году первые басенджи появились на выставке в США под названием «конго-терьер», после чего на породу обратили внимание. В 1941 году в Америку была завезена пара басенджи, с них и началось распространение этой породы по миру.
По данным исследования генетиков 2011 года, восточносибирская лайка и басенджи из Конго и Судана относятся к Y-хромосомной гаплогруппе HG9. Y-хромосомный гаплотип породы басенджи относится к сестринской ветви по отношению к другим домашним собакам. Возможно, это свидетельствует о примеси у современных басенджи от ближневосточных и североафриканских волков. По ядерному геному басенджи тесно связан с кладой азиатских шпицев.

## Описание
Рост и вес:

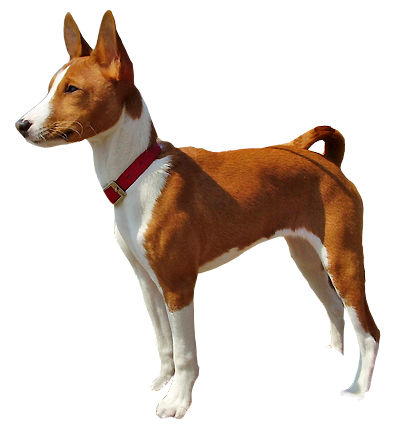

- идеальная высота в холке — кобели 43 см, суки 40 см.
- идеальная масса — кобели 11 кг, суки 9,5 кг.

Окрас: существует 4 окраса басенджи:
- рыжий с белым;
- насыщенный чёрный с белым;
- триколор (насыщенно чёрный с красно-рыжим подпалом, с отметинами над глазами, на морде и скулах);
- тигровый (черные полосы на красно-рыжем фоне).

При всех окрасах — белые лапы, грудь и кончик хвоста. Белые ноги, отметина на голове и воротник необязательны. Белый цвет никогда не должен преобладать над основным окрасом.
Окрас и отметины должны быть насыщенного цвета, чёткие, хорошо сформированные, с чёткой границей между чёрным и рыжим у триколоров и полосами у тигровых.
Помёты басенджи немногочисленны, в среднем рождается 4-5 щенков.